# Terratrèmol de la Marsica del 1915
El terratrèmol de la Marsica del 1915, conegut també com el terratrèmol d'Avezzano, va ser una esdeveniment sísmic succeït el 13 de gener de 1915, que va copejar la regió italiana de la Marsica en l'Abruzzo i la vall del Liri en el Lazio. Va causar 30.519 morts, segons les dades del servei sísmic nacional italià. El sisme, classificat entre els principals ocorreguts a Itàlia pel que fa a la força destructiva i al nombre de víctimes, es va sentir fortament a gran part del centre d'Itàlia, causant danys i víctimes a diverses províncies.

## Sismicitat històrica

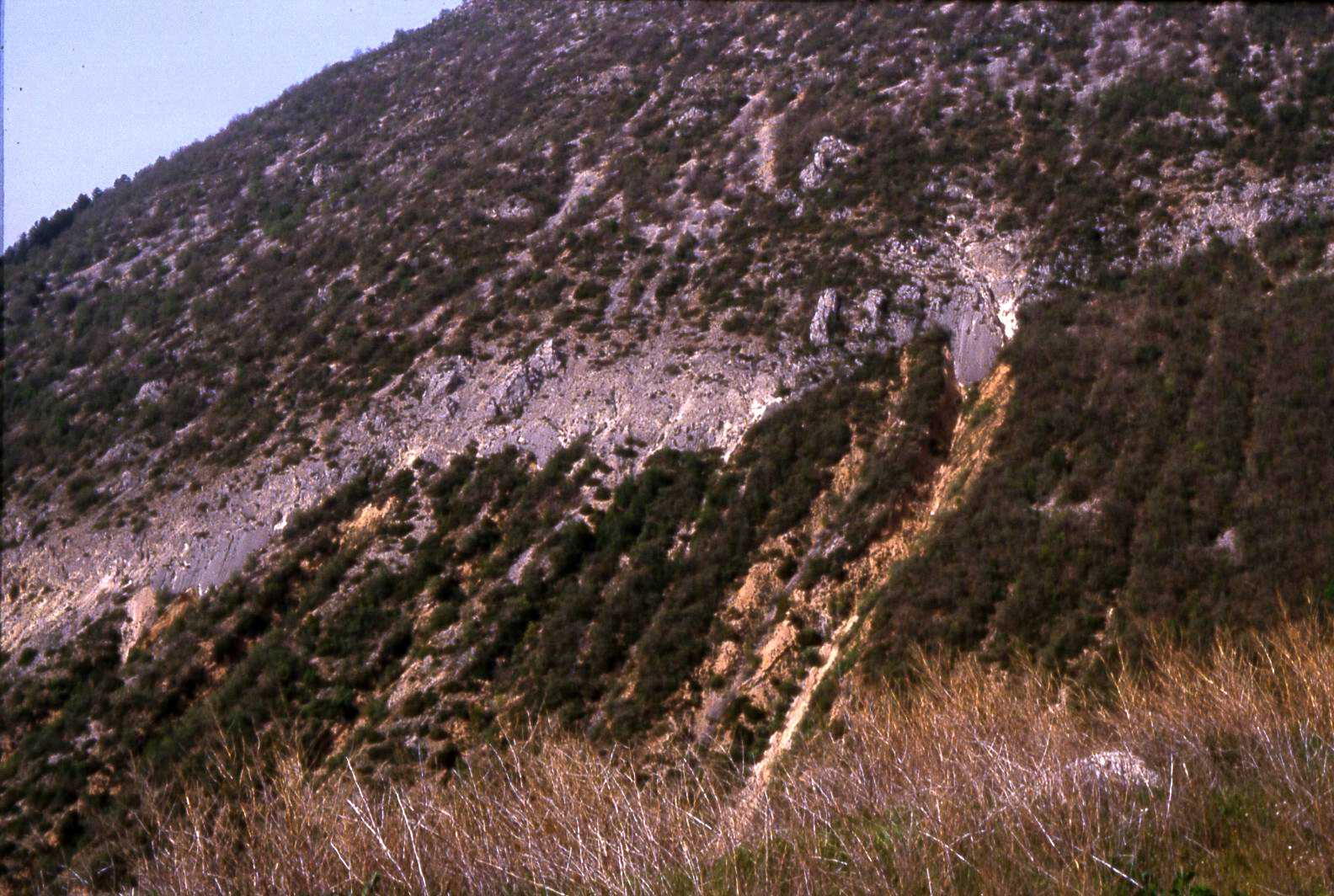
Detall en superfície de la falla sobre el mont Serrone a Gioia dei Marsi

Els documents històrics i les recerques paleo-sismològiques realitzades en el territori del Fucino confirmen els esdeveniments sísmics en els districtes de la Marsica en l'edat antiga, en particular al llarg de l'edat mitjana. En el 1231, un sisme amb epicentre a San Germano, l'actual ciutat de Cassino, va causar importants danys també en l'àrea del Fucino. El mateix va succeir amb el sisme del 1315 i amb el terratrèmol dels Apenins central-meridional del 1349 amb epicentre a Pozzilli de l'actual província de Molise. Altres esdeveniments sísmics de relleu van causar danys en la Marsica i en total la província de l'Aquila en els anys 1456, 1461, 1703, 1706 i 1885.
El 24 de febrer de 1904 un sisme de magnitud estimada de 5.7 amb epicentre a Rosciolo dei Marsi va causar greus danys al patrimoni arquitectònic de l'àrea, però sense causar cap víctima. Pocs mesos després, el 2 novembre del mateix any, es va enregistrar un altre de magnitud 4.8 en el districte sísmic del Fucino. La mateixa magnitud va ser enregistrada en la Marsica occidental el 22 de febrer del 1910 i en la Marsica Oriental el 14 d'abril de 1914.

## Dades històriques

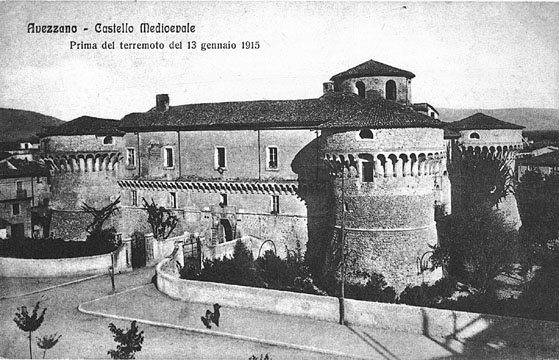
El castell medieval d'Avezzano abans del sisme

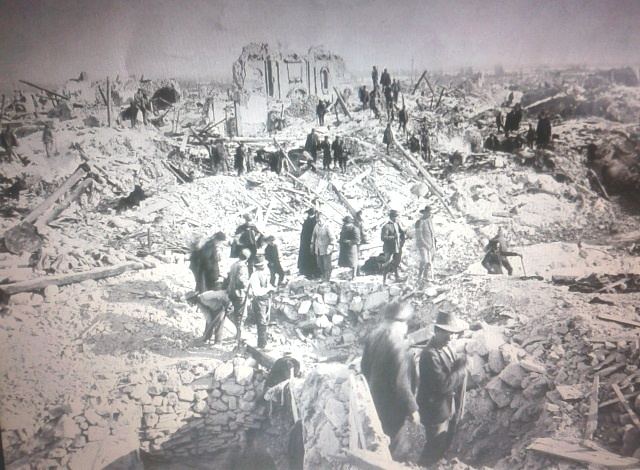
Tasques de rescat en les ruïnes d'Avezzano

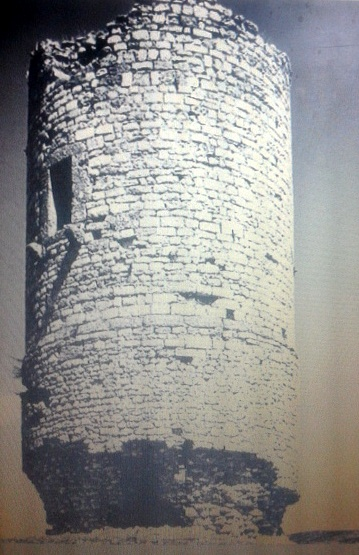
La torre de Sperone després del sisme

Després d'uns sis anys del terratrèmol de Messina del 28 de desembre de 1908 i pocs mesos abans que Itàlia entrés en la Primera Guerra Mundial, es va produir un violent sisme a la regió, el 13 de gener de 1915.
Segons les dades oficials de l'Institut Nacional de Geofísica i Vulcanologia (Istituto Nazionale di Geofisica e Vulcanologia - INGV), es va produir a les 07:52:43 (tot i que un telegrama informatiu enviat des de l'ajuntament de Tagliacozzo al Ministeri de l'Interior informava que s'havia produït a les 07:48). El sotrac principal, d'origen tectònic, va ser precedit al llarg d'algunes setmanes d'un seguit d'esdeveniments sísmics de baixa magnitud, que no van crear cap alarma. La intensitat del sisme del 13 de gener va ser equivalent al grau XI de l'escala de Mercalli, estimant-se la seva magnitud en 7.0. L'epicentre va ser localitzat en la conca del Fucino en Abruços, però l'ona sísmica va copejar també altres zones de la Itàlia central, com ara el Lazio, les Marques i la Campània, amb efectes semblants o superiors al VII grau de l'escala de Mercalli. En els mesos següents es van enregistrar al voltant de 1.000 rèpliques.
El sotrac va ser sentit des de la Plana Padana fins a la Basilicata, sent classificats els seus efectes a Roma entre el VI i el VII grau de l'escala de Mercalli.
El sisme del 1915, per força destructiva i nombre de víctimes, està classificat entre els principals sismes succeïts en territori italià. Segons les dades de l'Institut Nacional de Geofísica i Vulcanologia ho va haver 30.519 víctimes mortals, de les quals unes 10.000 es van produir en la ciutat d'Avezzano. A més de la capital de la Marsica, les destruccions de Cappelle dei Marsi, Gioia dei Marsi i San Benedetto dei Marsi van ser gairebé totals.
El sotrac va ser sentit també en Roma, produint danys en alguns palaus. No obstant això, el govern del president del Consell de Ministres, Antonio Salandra, va trigar molt a comprendre l'amplitud de l'àrea implicada i les dramàtiques conseqüències del sisme: l'alarma va ser donada ben bé dotze hores després del sotrac principal, com a conseqüència dels lents mitjans de comunicació de l'època. Els primers e inadequats socors van arribar a les àrees copejades pel sisme l'endemà a la matinada. Els socors oficials, iniciats per l'enginyeria militar, van ser coordinats pel Comissari Reial, Secondo Dezza.

El testimoni d'un supervivent, obrer d'Avezzano, recollit per la publicació Il Mattino del 14 de gener de 1915, és molt eloqüent pel que fa a la magnitud de la catàstrofe:
| « | "No em vaig adonar immediatament del que havia passat; al principi vaig pensar que era el col·lapse sobtat del mateix establiment on treballava, una catàstrofe que es podia haver produït a causa de l'explosió d'alguns cotxes. No podia imaginar que una horrible catàstrofe havia afectat a l'encantador Avezzano, tan tranquil i ple de vida. La cama esquerra em feia mal, però això no em va impedir arrossegar-me a l'aire lliure. Però a l'exterior, les meves orelles van ser esquinçades per mil lamentacions. Vaig mirar Avezzano i encara creia que era víctima d'un somni horrible: el castell, els assentaments de les altes xemeneies, l'església del campanar artístic i àgil, tot havia desaparegut. Avezzano havia desaparegut i en el seu lloc només es podien veure algunes parets" | » |

.
Abans del sisme, Avezzano era una ciutat de prop uns tretze mil habitants. L'assecatge del llac Fucino va fer que les primeres influències sobre l'economia de la zona se sentissin no només en l'agricultura, sinó també en el sector terciari.

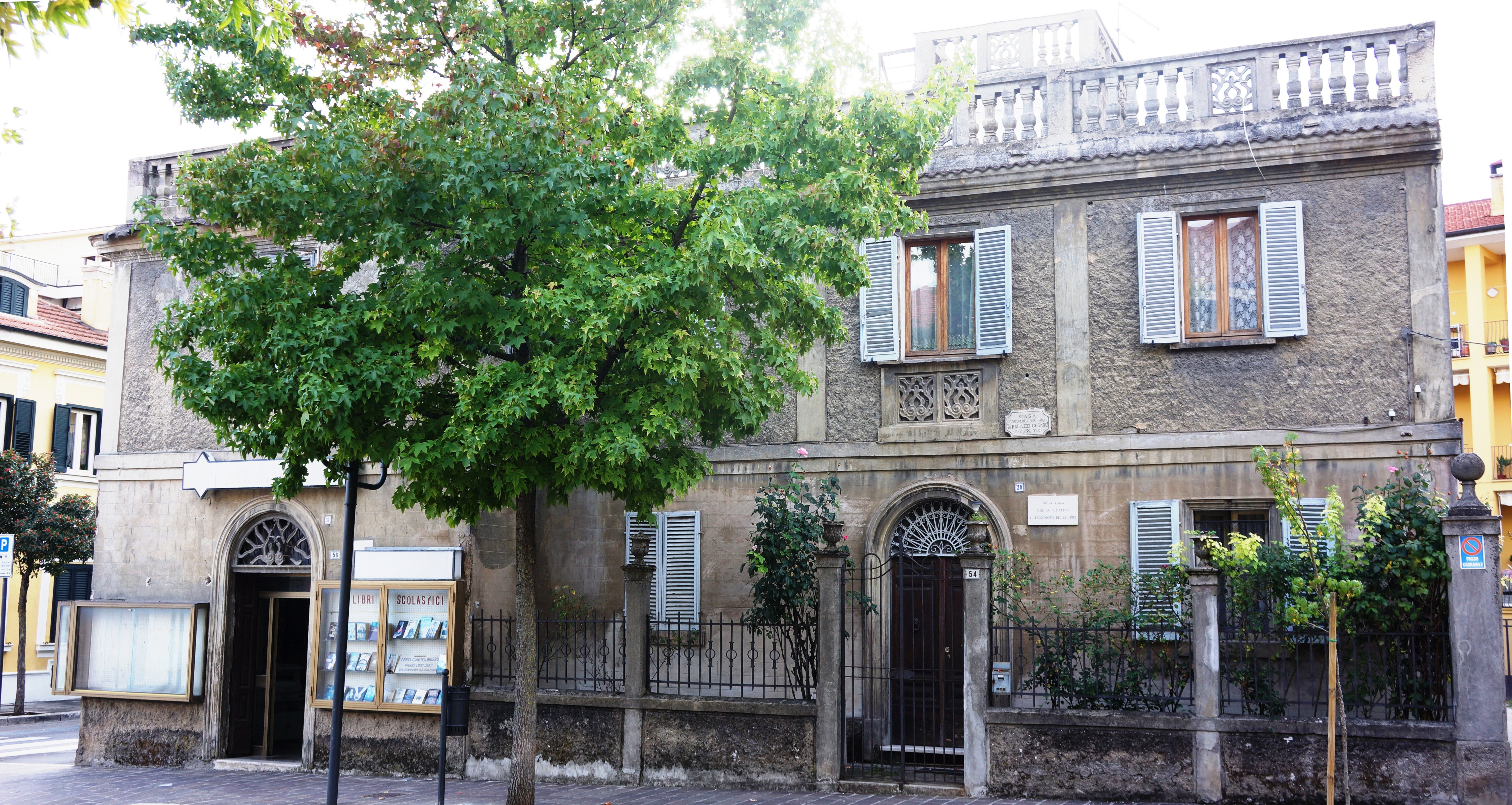
Vil·la Palazzi, únic habitatge d'Avezzano que va quedar intacte

El sisme va copejar violentament també tots els centres de l'àrea del Fucino, de la vall Roveto, de l'alta i mitjana vall del Liri i del Cicolano. Avezzano, situada en l'àrea de l'epicentre, va quedar completament arrasada, amb unes 10.700 víctimes sobre un total d'uns 13.000 habitants. Entre les víctimes es va trobar també l'alcalde, Bartolomeo Giffi. Els pocs supervivents, la majoria ferits, van quedar sense sostre car tots els edificis es van enfonsar, incloent-hi els col·legis, les esglésies i el castell Orsini-Colonna. Només la vil·la de l'industrial bolonyès del ciment Cesare Palazzi va quedar intacte, per la qual cosa es va col·locar una placa commemorativa a la seva façana, amb el text "Única casa que ha resistit el sisme del 13-1-1915".
El sisme va aïllar completament la zona i els socors, que van sortir en la tarde del 13 gener, no van arribar fins a l'endemà, a causa de la impossibilitat de desplaçar-se en ferrocarril, amb les línies afectades pel terratrèmol, i la impracticabilitat de les carreteres a causa dels esllavissaments i les runes acumulades.
Va resultat també aïllat el Ciccolano, en particular la vall del Salto, on es van enregistrar centenars de víctimes. També el Circondario di Sora va ser devastat, amb milers de víctimes i greus danys al conjunt dels edificis, com moltes poblacions de la vall alta i mitjana del Liri. Més de 9.000 homes, inclosos militars i civils, es van dedicar als primers auxilis, transportant als ferits als hospitals i distribuint aliments. Els que més es van distingir entre els socorristes van rebre una medalla de mèrit del duc de Gènova, Tommaso di Savoia, que va ser nomenat tinent general del Regne per Víctor Manuel III, rei d'Itàlia.
L'esdeveniment sísmic va posar en evidència la manca de preparació i, en part, la impotència de l'Estat italià. Erminio Sipari, diputat de Pescina, va protestar per les víctimes que probablement es podrien haver salvat i va demanar l'assignació de fons per a la reconstrucció de la Marsica.

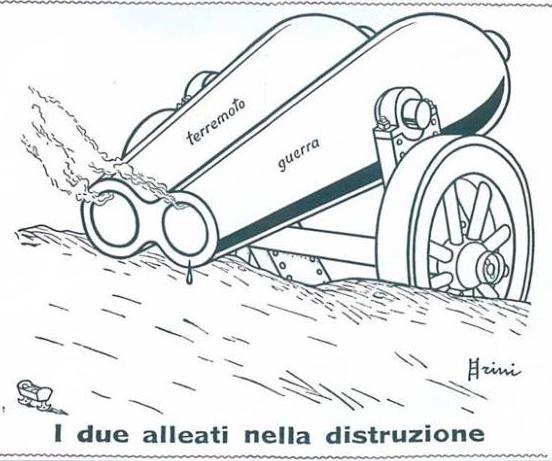
Vinyeta sobre el sisme del 1915 i sobre la primera guerra mundial: "els dos aliats de la destrucció"

En l'estiu del 1914 havia començat la Primera Guerra Mundial i, si bé Itàlia no va entrar-hi fi als maig de 1915, aquest fet va influir molt sobre la permanència de l'exèrcit en la regió copejada. Les brigades militars van ser aviat cridades al front de guerra. Entre les emergències del sisme, l'acull dels orfes va ser confiat a l'Obra Nacional del Patronat "Reina Elena de Montenegro" i altres institucions, gràcies a la voluntat i a la labor del sacerdot Don Orione, al qual va ser confiada la responsabilitat de restituir els nens orfes als parents encara en vida. Una de les urgències més greus va ser la de la recollida i sepeli dels cadàvers, per evitar epidèmies. Van ser enterrats ràpidament en fosses comunes.
Per als pocs joves supervivents, aviat va desaparèixer la possibilitat d'exonerar-se de participar com a soldats en la gran guerra. Molts d'ells, més de 2.000, van perdre la vida al front, al llarg de les batalles del Soča i del Carst.

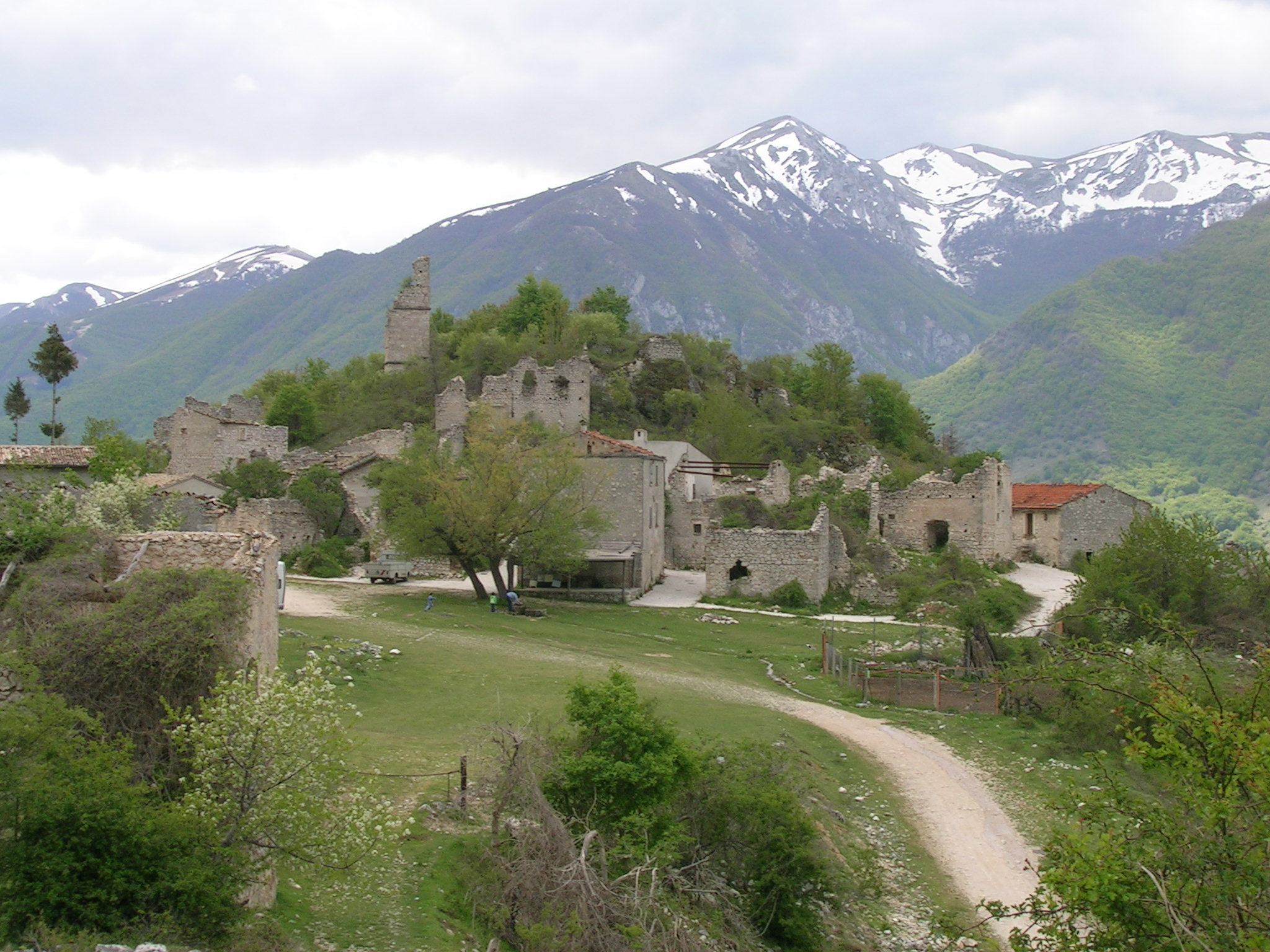
Els edificis de Frattura Vecchia completament destruïts en 1915, situats al Mont Genzana

Avezzano va veure col·lapsar-se els monuments que formaven part de la seva identitat: el castell d'Orsini-Colonna, la col·legiata de San Bartolomeo, el teatre Ruggeri, el Palau Torlonia i l'internat femení "Clotilde di Savoia", entre d'altres. Per assistir o acollir les víctimes del terratrèmol als municipis de la Marsica, es van construir estructures conegudes com a "cases asísmiques", que encara existeixen parcialment i que representen, d'alguna manera, la memòria històrica i tangible de l'esdeveniment.

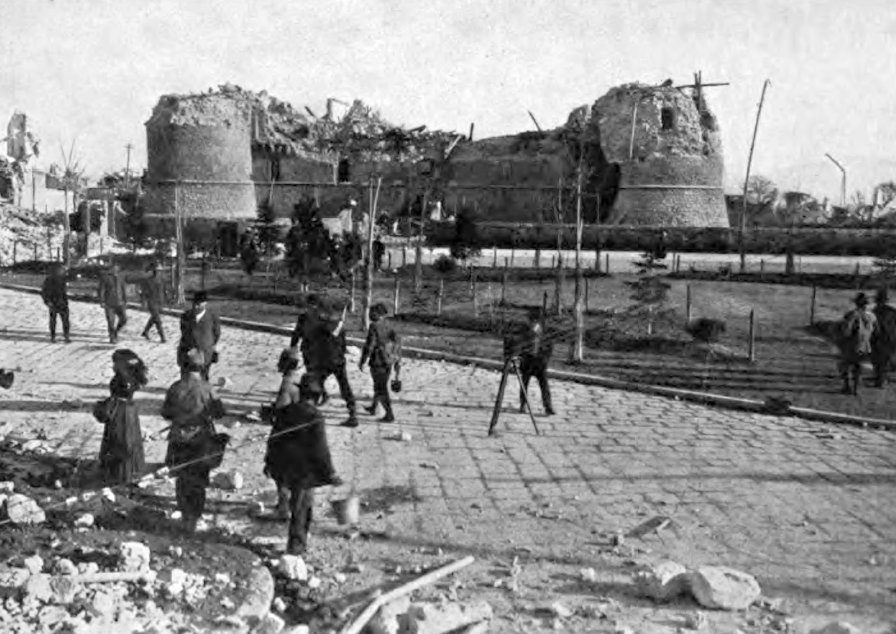
Runes del castell Orsini-Colonna d'Avezzano després del sisme

Va arribar al govern italià la solidaritat dels països europeus, incloent-hi la d'Àustria: els seus representants van enviar un missatge oficial de solidaritat al ministre dels afers estrangers, Sidney Sonnino. Van seguir diversos gestos de solidaritat, com l'arribada a les zones afectades pel terratrèmol del llavors rei d'Itàlia, Víctor Manuel III, i de personalitats com ara Guglielmo Marconi, Gaetano Salvemini, les oracions del Papa Benet XV, l'ajuda als milers d'orfes de Sant Luigi Orione, de Sant Luigi Guanella i del llavors bisbe de Marsi, monsenyor Pio Marcello Bagnoli, els rescats del patriota Nazario Sauro i dels irredentistes. Molts intel·lectuals de l'època cridaven l'atenció sobre la tragèdia, com ara Ignazio Silone, Benedetto Croce i Gabriele D'Annunzio. Nombroses administracions comunals italianes es fan oferir per a afavorir la recollida de fons per afrontar l'emergència.